# Tamriel
Tamriel, altresì noto come Taazokaan in linguaggio draconico o come Arena, è un continente fittizio, principale teatro di svolgimento delle vicende narrate nella saga videoludica The Elder Scrolls. Nell'antica lingua Aldmeri, il termine "Tamriel" era traducibile con il significato di alba splendente.

## Geografia
Ubicato sul pianeta di Nirn (a sua volta alternativamente noto come Mundus), Tamriel ne costituisce la porzione di terraferma più rilevante, fermo restando che poco è noto e raccontato circa gli altri continenti di Nirn: le terre di Tamriel, in particolare, sono localizzate a sud di Atmora, a ovest di Yokuda, a est di Akavir e a nord di Pyandonea (gli altri quattro continenti noti di Nirn). Poco si sa invece circa la posizione di Tamriel rispetto ai fantomatici continenti di Aldmeris e di Thras, (indicato quest'ultimo come patria degli Sload).
Tamriel si distingue internamente in molteplici regioni, caratterizzati per la presenza di diversi biomi, ognuna delle quali è popolata prevalentemente da una certa razza senziente:
- Cyrodiil, patria degli Imperiali.
- Skyrim, patria dei Nord.
- Morrowind, patria degli Elfi Oscuri (o Dunmer).
- Hammerfell, patria dei Redguard.
- High Rock, patria dei Bretoni.
- Black Marsh, patria degli Argoniani.
- Valenwood, patria degli Elfi dei Boschi (o Bosmer).
- Elsweyr, patria dei Khajiti.
- Le Isole Summerset, patria degli Elfi Alti (o Altmer).

## Storia

### Era dell'Alba ed era Meretica
Sulle origini del continente di Tamriel poco si sa, ma la sua nascita si crede essere dovuta agli Ehlnofey, ovvero i discendenti degli aedra, da cui era scaturito lo stesso Mundus. Gli Ehlnofey erano coloro che popolavano il supercontinente del Nirn, prima che esso si spezzasse in più sub-continenti a causa del conflitto che contrappose gli Ehlnofey erranti e quelli sedentari, verificatosi nel corso dell'era dell'Alba. Da questa guerra scaturirono Akavir, Atmora, Yokuda e Tamriel, dove gli Ehlnofey si insediarono: quelli erranti furono i progenitori della stirpe umana, quelli sedentari della stirpe elfica, o mer.
Nel corso dell'era Meretica, Tamriel cominciò ad essere popolato dagli Aldmeri, che migrarono dal loro continente d'origine, Aldmeris, insediandosi in alcune isole minori della Tamriel sud-occidentale, per poi stabilirsi nelle Isole Summerset, da dove procedettero nell'insediamento nell'entroterra di Tamriel, stabilendosi nella regione centrale di Cyrodiil, rimpiazzando le creature che si sarebbero poi evolute negli Argoniani, dove cominciò a primeggiare il ceppo degli Ayleid. Costoro eressero una torre, la Torre dell'Oro Bianco, congiuntamente ad altre otto torri minori: esse acquisirono poteri arcani e magici, al punto che si crede che il principale di questi edifici permetta al Mundus di mantenersi staccato dall'Oblivion.
Già all'epoca, comunque, si registrava la presenza di esseri umani, insediatisi a Skyrim, Morrowind e Cyrodiil, dove nacque per altro la razza degli Imperiali, frutto di diversi incroci di genere.

#### Nord e Draghi
Contemporaneamente alle vicende di Cyrodiil, nel territorio settentrionale di Tamriel, dove si trovava la provincia di Skyrim divenne meta delle migrazioni di una razza umana originaria di Atmora, i Nord. Costoro, capitanati da Ysgramor, cercavano un luogo dove potersi rifugiare, a causa del cataclisma climatico e della guerra civile in corso che minacciava Atmora stessa, un continente ghiacciato, terra d'origine dei nord: perciò essi si insediarono a Skyrim, dove trovarono inizialmente l'opposizione dei Falmer, che vennero però pressoché sterminati in seguito alla Notte delle Lacrime, evento tragico per i Nord di Skyrim, che dovettero far ritorno ad Atmora prima di poter nuovamente imporsi in Skyrim, riducendo i Falmer a poche centinaia di esemplari, che finirono per popolare le terre ancora selvagge della regione nordica.
Nel nord di Tamriel, tuttavia, gli uomini non poterono vivere subito in libertà, bensì si ritrovarono asserviti ad una razza semi-divina, i Draghi, la cui superiorità derivava non solo dalla stazza fisica, ma anche dalla loro intelligenza: essi comunicavano mediante la Lingua dei Draghi, pressoché incomprensibile, ed erano in grado di assoggettare ogni individuo. Fu solamente attraverso la dea Kyne che gli uomini poterono ribellarsi, venendo aiutati dal drago Paarthurnax, fratello minore del più potente e capo degli altri draghi Alduin, che insegnò loro a padroneggiare la Lingua dei Draghi, ed insegnò il Thu'Um Squarcio del Drago, con cui poter sconfiggere gli stessi Draghi.E in questo periodo che avvennero le tragedie di Duhmiv-El (Thaim Tumbirald).Da queste vicende scaturì la Guerra dei Draghi, che vide contrapporsi Alduin e gli umani Hakon, Gormlaith e Felldir. Durante questo conflitto a Solstheim ebbe luogo la ribellione di Miraak, potente sacerdote del drago che diventato servo di Hermeaus Mora acquisì anch'egli il potere del Thu'um, tra cui uno che gli permise di controllare la mente di persone e draghi, e un bizzarro Urlo con quattro parole che gli diede l'abilità di assorbire le anime dei draghi morti divenendo dunque il primo Sangue di Drago. Hakon, Gormlaith e Feldir cercarono il suo aiuto per combattere Alduin, ma il Sacerdote rinnegato rifiutò per motivi ignoti, probabilmente volle distruggere il figlio di Akatosh con le sue sole forze per poi prenderne il posto; nonostante ciò i suoi piani vennero soffocati dal Culto del Drago, il suo tempio e seguaci (tra cui altri tre sacerdoti della zona) vennero distrutti dai draghi e Miraak venne sconfitto dal Sacerdote Vahlok in uno scontro terribile di magie (tanto da staccare Solstheim da Tamriel), ma prima di rimanere ucciso dall'avversario salvato all'ultimo momento da Hermeus Mora stesso che lo portò ad Apocrypha. Alla fine della guerra, ricorrendo poi ai poteri dell'Antica Pergamena del Drago, i tre eroi nord esiliarono Alduin in una dimensione temporale futura, ponendo fine al dominio di questa razza bestiale, e divenendo unici abitanti di Skyrim.

### Prima Era
L'era Meretica trovò la sua conclusione con la sconfitta dei Draghi e con la vittoria dei Nord su di essi. La Prima Era prese avvio, peraltro, con la fondazione della Dinastia Camoran a Valenwood, attraverso cui gli Ayleid di Cyrodiil poterono distaccarsi dalla Dinastia Alinor delle Isole Summerset.

#### Impero Alessiano (1E 243 - 2331)
L'Impero di Sant'Alessia fu la prima dominazione politica degli umani sul continente di Tamriel, nata in seguito alla sconfitta subita dagli Ayleid a causa della rivolta degli schiavi di Sant'Alessia. Tale vittoria fu resa possibile grazie ai doni di Akatosh alla stessa Sant'Alessia, che ricevette dal dio i Fuochi del Drago e l'Amuleto dei Re: in una terra popolata ancora dai daedra, solamente facendo indossare l'Amuleto ai Sangue di Drago, ovvero i discendenti di Sant'Alessia, e mantenendo accesi i Fuochi si sarebbero potuti tenere chiusi i cancelli dell'Oblivion, dove Akatosh era riuscito a mandare i daedra del Nirn. Sant'Alessia venne quindi incoronata Regina dell'Impero.
Secondo il patto stabilito con Akatosh, solamente i discendenti di Alessia, ovvero i Sangue di Drago, sarebbero potuti diventare imperatori. Inizialmente il dominio alessiano comprendeva unicamente il territorio orientale della regione di Cyrodiil, dove nacque la stessa Città imperiale, il cui edificio di partenza fu la Torre dell'Oro Bianco. Ben presto, l'Impero diede avvio ad una piccola espansione, guidato non tanto dal sovrano, ma da una setta religiosa, l'Ordine di Alessia, che guidò la conquista dello Skyrim meridionale, nell'1E 478. Lo Stato disponeva di alcuni stati-vassallo, che vennero ben presto fagocitati a causa delle istanze xenofobiche assunte dall'Ordine. Nell'1E 482, l'Ordine tentò l'espansione (fallimentare) ad High Rock, regione dominata dai Direnni, che verrà conquistata solamente nell'1E 1029, grazie all'imperatrice Hestra, e che tornerà però indipendente nell'1E 2305.
L'Impero piombò in crisi nell'1E 2321, quando i dissapori intestini dell'Ordine portarono alla decennale Guerra della Giustizia. Essa contribuì al forte indebolimento della Città Imperiale, da cui si staccarono i territori satelliti (Skyrim, Morrowind e Black Marsh), e che finì per essere occupata dagli Stati coloviani, che occupavano il territorio occidentale di Cyrodiil. Alla conclusione della guerra, nell'1E 2331, l'Impero Alessiano si dissolse.

#### Nord
Nonostante la sconfitta di Alduin e la cacciata dei Draghi da Skyrim, nel territorio nordico permanevano ancora diversi individui fedeli al loro dominio, e che si erano aggregati in una setta, l'Ordine dei Cultisti, che divenne principale nemico dei Nord devoti a Kyne. Fu Harald, tredicesimo discendente di Ysgramor, a reprimere questa setta religiosa, nell'1E 140, venendo poi incoronato Re dei Re tre anni più tardi. Sotto la guida dei suoi successori, il popolo di Skyrim si espanse ad High Rock e Morrowind, che vennero pressoché conquistate nell'1E 240. All'inizio del quarto secolo, Skyrim conobbe un periodo di forte crisi, culminata nella cacciata da Morrowind per mezzo dell'alleanza Chimer-Dwemer. Peraltro, si verificò la Guerra di Successione, che portò Skyrim a perdere i suoi domini in High Rock e Cyrodiil. Al suo termine, nell'1E 420, Olaf Occhio-solo divenne il nuovo Re dei Re.
In seguito alla salita al potere di Olaf, Skyrim cominciò ad essere popolata dai Rourken, un ceppo etnico dei Dwemer di Morrowind che era migrato dalla terra natale a causa di dissapori con i Chimer. Tali Rourken, che avrebbero poi dato vita alla regione di Hammerfell, si insediarono anche a Skyrim, dando vita ad importanti insediamenti come Arkngthamz, trovando accoglienza da parte dei Falmer, che divennero loro alleati in quanto sia Dwemer sia Falmer erano aperti nemici dei Nord. I Dwemer, in realtà, asservirono a se stessi i Falmer, accecandoli attraverso determinanti alimenti, per esempio un tipo di fungo che cresce nel sottosuolo, e schiavizzandoli. Attorno all'1E 700 si verificò l'estinzione dei Dwemer, non si sa il vero e proprio motivo della loro "scomparsa" ma alcuni ritengono che la maggior parte della popolazione Dwemer si sia estinta nella Battaglia della Montagna Rossa, ma non dei Falmer, che rimasero nel sottosuolo a popolare quelle che ormai si apprestavano a diventare vere e proprie rovine Dwemer.

#### Morrowind e High Rock
La storia di Morrowind prende avvio con la cacciata dei Nord nell'1E 416. In seguito a tale avvenimento, in tale regione si instaurò una prima vera e propria organizzazione statale, chiamata Resdayn, a capo della quale si pose il Primo Consiglio, i cui leader furono Nerevar e Dumac. L'equilibrio del Primo Consiglio fu rotto con una guerra intestina che culminò nella Battaglia della Montagna Rossa, durante il quale scontro, non solo alcuni Chimer diedero vita alla razza Dunmer, cercando di attingere al cuore di Lokhran, ma oltretutto si verificò l'eruzione della Montagna Rossa stessa, il quale evento causò la distruzione di numerose città di Morrowind, senza dimenticare la creazione del Mare Interno e dell'isola di Vvardenfell.
A partire dall'1E 355, ad High Rock comincia ad emergere il clan Direnni, una famiglia Aldmeri che reclama il dominio sulla regione, all'epoca dominata dai Nord. I Direnni riuscirono ben presto ad ottenere l'egemonia su High Rock, complice anche l'arrivo di una nuova razza umana, i Bretoni, che portò alla dipartita dei Nord dal territorio di High Rock stessa. I Direnni si dimostrarono particolarmente ostili sia nei confronti dei Nord sia in quelli di Cyrodiil: ai leader del clan si deve la vittoria sull'Impero Alessiano nella battaglia di Glenumbria Moors, nell'1E 482. Già nel sesto secolo, i Direnni furono arginati dall'amministrazione di High Rock, di cui i Bretoni ottennero il controllo: essi gestirono sia il conflitto contro i Redguard, sia contro gli Orsimer (gli orchi), arrivando alla distruzione di Orsimer, il loro principale insediamento, nell'1E 980. High Rock fu annessa all'Impero Cyrodiillico nell'1E 1029, ma tornerà indipendente circa 300 anni più tardi.

#### Secondo Impero - Impero Reman (1E 2704 - 2920)
Il cuore dell'Impero Reman fu, ancora una volta, il territorio di Cyrodiil, da cui provenivano sia i Coloviani sia gli Imperiali della Valle di Nibenay, due etnie che si congiunsero sotto la guida di Reman Cyrodiil e che lottarono nella Battaglia del Passo del Pale, combattuta da Reman per respingere gli invasori Tsaesci di Akavir da Tamriel, continente che nell'1E 2703 era un mosaico di piccoli Stati. La guida di Reman fu sostenuta dalla maggior parte degli abitanti di Tamriel, in quanto garantiva una protezione anche dalle aggressioni degli Aldmeri.
Inizialmente, ad aderire alla guida di Reman I furono, oltre a Cyrodiil, le province di Skyrim e High Rock. L'imperatore dovette quindi guidare la campagna di conquista per l'annessione di Valenwood, terra dei Bosmer, che fu resa provincia imperiale nell'1E 2714. Nell'1E 2837, l'imperatore Reman II guidò la conquista di Argonia, terra degli Argoniani, annessa con il nome di Black Marsh. Nell'1E 2840, Reman II diede inizio ad una lunga guerra contro il territorio di Morrowind, popolato dai Dunmer, guidati dal Tribunale, che resistette agli attacchi di Cyrodiil per ben ottant'anni, portando Reman III ad abbandonare i propositi di conquista del nonno.
Fu proprio questi l'ultimo regnante umano del Secondo Impero. Nell'1E 2920, la setta assassina di Morag Tong, assoldata dal Potentato Akaviri di Versidue-Shaie, assassinò sia Reman III sia il principe Juilek, cosicché lo stesso Versidue-Shaie potesse assumere il controllo di Cyrodiil.

### Seconda Era

#### Secondo Impero - Potentato Akaviri (2E 1 - 430)
Versidue-Shaie fu in grado di insediarsi sul trono di Cyrodiil solamente attraverso il suo ruolo di consigliere dell'Imperatore. Proprio in occasione dell'invasione degli Akaviri, Reman I era stato costretto ad accettare un Akaviri come consigliere imperiale per poter raggiungere un accordo di pace, e tale individuo avrebbe ottenuto il titolo di Potentato. Versidue-Shaie era il Potentato di Reman III e fu proprio grazie ad una congiura che egli riuscì a prendere il potere, non assumendo mai il titolo di Imperatore e dando inizio alla Seconda Era.
A causa del modo in cui era avvenuta la sua ascesa al potere, Versidue-Shaie incontrò una forte opposizione anche nelle province fedeli a Reman I, e dovette quindi condurre una cruenta campagna di repressione in tali territori per molteplici anni. Nel 2E 321, il Potentato promulgò l'Atto delle Gilde, che permise il riconoscimento delle già formatesi Gilda dei Maghi e Gilda dei Guerrieri. Nel 2E 309 viene annessa la provincia di Elsweyr, popolata dai Khajiti. Versidue-Shaie morì per mano dei sicari di Morag Tong, in una congiura organizzata nel 2E 324 ed il titolo di Potentato fu ereditato dal figlio Savirien Chorak. Il suo mandato si concluse nel sangue, nel 2E 430. La sua morte portò alla fine del Secondo Impero e all'inizio dell'Interregno.

#### Interregno (2E 430 - 852)
L'Interregno fu per Cyrodiil una fase di transizione, in quanto il dominio imperiale si restrinse alla sola provincia di nascita, che divenne baluardo della stessa cultura imperiale, preservando quelle istituzioni politiche e militari che invece le restanti regioni di Tamriel ripudiarono. Per giunta, l'Interregno prende questo nome in quanto non vi fu mai un Sangue di Drago legittimamente pretendente al Trono di Rubino della Città imperiale, che fu quindi governata solamente da usurpatori.
La prima dinastia a prendere il controllo di Cyrodiil fu quella dei Longhouse, salita al potere grazie a Dulcorach il Drago Nero, capo dei Rinnegati, che assaltò High Rock. La dinastia si estinse con Leovic, ucciso dal congiurato Varen Aquilarios, il quale si era ribellato in seguito alla legalizzazione dei culti daedrici. Varen stesso si propose come legittimo sovrano di Cyrodiil, in quanto possessore dell'Amuleto dei Re, che avrebbe potuto indossare grazie ad un rituale che lo avrebbe messo in contatto con Akatosh, il quale a sua volta lo avrebbe potuto rendere Sangue di Drago. Varen fu però tradito dal negromante Mannimarco, che gli aveva promesso l'aiuto necessario per il rituale: Mannimarco favorì il Soulburst, un'esplosione di magia che fece interagire il Nirn con l'Oblivion, rendendo possibile la venuta dei daedra (in special modo, Molag Bal), procurando a tutti i maghi di Nirn morte o follia. Varen rimase coinvolto nell'esplosione e scomparve, sicché la moglie Clivia Tharn salì al potere.
Anche Clivia fu manipolata da Mannimarco, che la convinse ad attribuire la responsabilità del Soulburst alla Gilda dei Maghi, che venne quindi bandita dal Consiglio degli Anziani. Il malcontento che questa decisione causò contribuì ad aumentare il caos generale.
Sugli anni seguenti, poco si sa. Cyrodiil si spaccò in due aree di influenza: da una parte i Coloviani, dall'altra gli Imperiali di Nibenay. Sarà il condottiero coloviano Cuhlecain, sovrano di Falkreath, a guidare la campagna per l'unificazione di Tamriel, a partire dal 2E 852.

#### Tamriel unificata (2E 852 - 896)
Il proposito di Cuhlecain non si sarebbe mai potuto realizzare senza una solida guida militare, che fu impersonata dal giovane generale Tiber Septim. Si decise di muovere guerra contro gli Stati Coloviani, che avevano assunto il controllo di Cyrodiil ed in presenza dei quali non si sarebbe mai potuta ottenere la conquista del cuore di Tamriel: la Città imperiale. La prima pedina fu Hroldan Vecchia, baluardo del Reach di Skyrim, che fu conquistato da Tiber Septim con rapidità nel 2E 852. Due anni più tardi, Tiber Septim e l'alleanza Nord-Bretoni si scontrarono presso Sancre Tor, che Tiber Septim poté assaltare grazie al Thu'Um della Forza Inesorabile, che aveva appreso dal fantasma di Wulfharth, antico re di Windhelm. I Nord, così, non si opposero a Tiber Septim, che poté prendere sotto il suo potere i due comandanti avversari, ordinare la resa nemica, nonché trovare l'Amuleto del Re.
Divenuto noto con il soprannome di Talos, Tiber Septim venne incoronato imperatore di Cyrodiil nel 2E 854, dopo che Cuhlecain era stato assassinato in circostanze misteriose poco prima della sua incoronazione. Eliminati quindi gli Stati Coloviani, Talos si concentrò su tutti quei territori ancora non asserviti al suo potere, ovvero Hammerfell, Morrowind e il Dominio Aldmeri.
Hammerfell, all'epoca governata da Thassar II, terra natale dei Redguard, rappresentava un obiettivo difficile, in quanto impossibile da scalfire dall'esterno. In favore dell'imperatore Talos intervenne la guerra civile di Hammerfell, che vide contrapporsi, in seguito alla morte di Thassar II, la Corona e gli Antenati, questi ultimi favorevoli all'unificazione con Cyrodiil ed alleati di Talos stesso. Nel 2E 864, dopo diversi accordi e concessioni ricevute, Talos assaltò Hammerfell, trionfando nella battaglia di Stros M'Kai, vinta grazie al drago Nafaalilargus, che Talos riuscì addirittura a cavalcare, dimostrando di essere veramente un Sangue di Drago.
Fu poi la volta di Morrowind, che Talos attaccò nel 2E 882. Nonostante la forza dei Dunmer, questi ultimi dovettero capitolare a causa delle lotte intestine tra le grandi casate di Morrowind e finirono per asservirsi a Talos, offrendogli peraltro il Numidium: la risorsa con cui poter sconfiggere il Dominio Aldmeri. Nel 2E 896, le Isole Summerset vennero conquistate, e tutti i territori dell'ormai declassato Dominio Aldmeri (Valenwood, Elsweyr, Black Marsh) furono così annessi.

### Terza Era

#### Dinastia Septim: da Talos a Pelagius IV (3E 1 - 368)
La Terza Era ebbe inizio con la conclusione delle guerre di Tiber Septim. Dalla conquista delle Isole Summerset fino alla sua morte, Talos assicurò pace e prosperità al suo Impero, così come il suo successore, il nipote Pelagius I, che rimase in carica solamente dal 3E 38 al 41, in quanto morto per assassinio. A seguirgli furono discendenti indiretti, ovvero la cugina Kintyra I ed il figlio Uriel I, che governarono congiuntamente; venne poi la volta di sovrani minori, come Uriel II, che dovette affrontare molteplici crisi civili, Pelagius II, che dissolse l'antico Consiglio degli Anziani, rendendolo accessibile solo su pagamento, Antioco e Kintyra II.
Quest'ultima fu vittima di una congiura, a causa delle ambizioni di Potema Septim, Regina delle Regine di Skyrim: nel 3E 121, costei rapì e segregò l'imperatrice, che venne uccisa due anni più tardi, scatenando la Guerra del Diamante Rosso, vinta dal legittimo successore di Kintyra II, Magnus I. Successivamente, fu la volta di Pelagius III, noto come "il Pazzo", il cui mandato fu interrotto per decisione del Consiglio degli Anziani, che nominò la Dunmer Katariah nuova reggente dell'Impero. Costei assicurò mezzo secolo di pace e prosperità, mantenendo Black Marsh entro l'Impero Cyrodiillico. Alla sua morte, nel 3E 200, seguono 70 anni di crisi, che Uriel V cercò di arginare con la fallimentare invasione di Akavir nel 3E 268. I suoi successori cercarono di riportare stabilità, ottenendola soprattutto grazie a Pelagius IV.

#### Dinastia Septim: Uriel Septim VII e la Crisi dell'Oblivion (3E 368 - 433)
Alla morte di Pelagius IV, nel 3E 368 divenne imperatore Uriel Septim VII. Da tutti considerato come un valido imperatore, provvisto sia dell'accortezza di Uriel VI sia dell'audacia di Uriel V, egli portò prosperità a Tamriel, nonostante qualche problema: nel 3E 389, infatti, il mago Jagar Tharn si rese protagonista di una congiura, imprigionando Uriel Septim VII in un'altra dimensione. Venne liberato solamente dieci anni più tardi, grazie al Campione Eterno, ovvero nient'altro che il protagonista impersonato in The Elder Scrolls: Arena. Uriel Septim VII incontrò la sua morte nel 3E 433, venendo assassinato dai membri della Mitica Alba, una setta religiosa devota al culto daedrico di Mehrunes Dagon.
Il fatto che Uriel Septim VII sia morto per mano di una setta religiosa e non di una setta di assassini non fu una casualità, in quanto la sua morte era necessaria per attuare un piano particolare, ovvero aprire i cancelli dell'Oblivion e permettere ai daedra di interagire con il Mundus. Tale vicenda è ricordata come la Crisi dell'Oblivion, ed essa fu portata a conclusione grazie al figlio di Uriel Septim VII, Martin Septim, il quale, aiutato da un misterioso eroe, ovvero il protagonista di The Elder Scrolls IV: Oblivion, si sacrificò per divenire l'immagine di Akatosh e sconfiggere Mehrunes Dagon.

### Quarta Era

#### Potentato Ocato (4E 1 - 10) e Dinastia Mede (4E 17 - presente)
Alla morte di Martin Septim, l'Impero rimase privo di una dinastia regnante, sicché il potere fu preso dall'Alto Cancelliere Ocato, che mantenne la reggenza fino al 4E 10. Alla sua morte, fece seguito un periodo di sette anni segnato dalla guerra civile, che terminò con l'ascesa al potere di Titus Mede I, il quale prese il potere probabilmente con la forza, nonostante il comando dell'Impero fosse già stato affidato a Thules il Balbuziente. Già durante la Crisi dell'Oblivion, la Città Imperiale aveva perso il controllo delle province di Morrowind e di Black Marsh, e sotto l'impero di Titus Mede I anche Hammerfell cercò di staccarsi dall'Impero, ormai in fase di collasso.
Nel 4E 168, subentrò il figlio Titus Mede II, che si ritrovò costretto a cedere Valenwood ed Elsweyr al Dominio Aldmeri, il quale cominciò ad avanzare pretese anche su Hammerfell: l'imperatore, rifiutandosi di accettare l'ultimato dei Thalmor, fu quindi attaccato mentre si trovava a Cyrodiil. Lord Naarifil e Lady Arannelya operarono un'azione militare a tenaglia che portò alla presa della Città Imperiale; Titus Mede II, rifugiatosi con la Legione a Skyrim, organizzò la controffensiva, che ebbe luogo con la battaglia dell'Anello Rosso, attraverso cui i Thalmor furono respinti. Ad essa fece seguito la promulgazione del Concordato dell'Oro Bianco, attraverso cui fu siglato un armistizio tra Aldmeri ed Impero. Esso poneva fine alla Grande Guerra, ma permetteva agli Aldmeri di godere di certi vantaggi dall'Impero.
Nel 4E 201, a Skyrim scoppia la ribellione dei Manto della Tempesta, guidati da Ulfrich, jarl di Windhelm: essi non riconoscono più alcuna legittimità politica nell'Impero, che ha assecondato il bando del culto di Talos, ed intendono ottenere l'indipendenza della terra dei Nord.

## Regioni
Tamriel è bagnata a nord dal Mare di Azurian e dal Mare dei Fantasmi, a ovest dal Mare di Abeceano, a est e a sud dallo sterminato Oceano Padomaico che lo divide anche da Akavir e Pyandonea. Il continente è suddiviso in nove provincie:
- Skyrim: Fu la prima regione di Tamriel ad essere colonizzata dagli umani provenienti dal continente di Atmora. Essi erano i forti, coraggiosi e bellicosi Nord, i cui discendenti ancora vivono in quelle aspre terre montuose tormentate dai venti e dai gelidi inverni. La capitale provinciale è Solitude e i principali centri urbani sono: Winterhold, Markarth, Dawnstar, Whiterun, Falkreath, Riften, Windhelm e Morthal.
- High Rock: Comprende tutte le terre fertili, con un clima temperato, che si affacciano sulla Baia di Iliac. Questa provincia è popolata da molte razze ma a partire dalla fine della Prima Era i Bretoni riuscirono a imporsi sia sugli Altmer e sia su Orchi ed umani. Dal punto di vista politico la regione era divisa in 44 Stati in continuo conflitto tra di loro che furono facilmente conquistati dall'impero grazie a Tiber Septim. A partire dal 3E 417 tutti i feudi di High Rock furono riunificati in 4 contee a seguito del misterioso Miracolo della Pace (conosciuto anche come Curvatura Occidentale o Distorsione dell'Ovest ). La capitale provinciale è Daggerfall e le principali città sono Camlorn, Nova Orsinium, Shornhelm, North Point, Evermor e Farrun.
- Hammerfell: è principalmente una provincia marittima a causa dell'aspro e grande deserto che fece meritare alla regione il nome di Terra della Morte. Gran parte della popolazione si trova nelle città portuali di Sentinella, Stros M'Kai, Hegathe, Taneth e Rihad, e naturalmente lungo la costa e sulle varie isole che si affacciano sulla regione. L'interno della provincia è popolato solo da piccole fattorie e allevatori di bestiame. Hammerfell subì durante la Prima Era l'invasione dei Redguard che dissolsero il dominio degli Elfi e degli Orchi in quelle terre.
- Isola di Summerset: È una verde e incantevole isola, in cui si alternano senza sosta pianure coltivate, lussureggianti parchi boschivi e antichi castelli. Gran parte degli insediamenti sono piccoli, isolati e governati da consigli reggenti di maghi, nobili e signori della guerra locali. Gli Altmer non gradiscono la presenza di stranieri e per questo motivo la loro cultura cavalleresca non è stata significativamente alterata dalla moderna civiltà mercantile imperiale. La capitale provinciale è Alinor e i più grandi centri urbani sono Firsthold, Skywatch, Dusk, Cloudrest e Lillandril.
- Valenwood: È un'immensa distesa di foreste in larga parte disabitate. La provincia è considerata il giardino di Tamriel ed è la patria dei Bosmer. Le coste della regione sono dominate da paludi e da giungle tropicali, mentre le piogge abbondanti alimentano le foreste dell'entroterra. I Bosmer vivono in piccoli villaggi sparsi lungo la costa e collegati tra di loro solo da antichi sentieri. Le poche strade imperiali attraversano le foreste prive di qualsiasi controllo con grave danno per i traffici commerciali che in questo modo sono molto limitati. La capitale provinciale è Falinesti e le principali città sono Arenthia, Silvenar, Southpoint e Greenheart.
- Elsweyr: I Khajiti delle giungle meridionali e dei bacini fluviali della regione sono abitanti stanziali delle città con tradizioni antiche e un'aristocrazia latifondista basata sulle piantagioni di canna da zucchero. I Khajiti non fanno parte di tribú nomadi delle aride terre settentrionali e delle praterie, sono, al contrario, razziatori aggressivi e fortemente territoriali riuniti periodicamente sotto il dominio di un cruento signore della guerra. Per questo motivo le più popolose terre del sud della provincia hanno rapidamente assorbito la cultura imperiale (nonostante gli sforzi dei leader spirituali locali che volevano preservare il loro potere) mentre le tribù del nord hanno conservato le loro tradizioni barbariche e bellicose. La capitale provinciale è Torval e i maggiori centri urbani sono Senchal, Rimmen, Riverhold, Dune e Corinth.
- Cyrodiil: È la culla della nobile cultura imperiale Umana di Tamriel. È la più vasta provincia del continente e siccome ha ospitato tre imperi, è conosciuta da tutti popoli come la Provincia Imperiale, è in buona parte ricoperta da una foresta sconfinata e la terra sale gradualmente verso occidente in corrispondenza con gli altopiani coloviani e bruscamente verso nord, dove sorgono i Monti Jerall. La regione si affaccia sul mare tramite la Costa d'Oro (dove sorge la città portuale di Anvil) e la baia di Topal dove sorge Leyawiin. La Città Imperiale si trova nella fertile e popolosa regione centrale conosciuta come il Bacino del Nibenay. La capitale provinciale e dell'Impero è appunto La Città Imperiale, e le città più importanti sono Anvil, Kvatch, Skingrad, Chorrol, Bruma, Cheydinhal, Bravil, Leyawiin e Sutch.
- Black Marsh: Questa regione viene chiamata Argonia, in quanto solo i nativi Argoniani riescono a vivere qui. Le coste e gli altopiani nord-occidentali sono pressoché disabitati mentre buona parte della popolazione è confinata lungo le estese vie fluviali dell'interno e nelle paludi fetide e impenetrabili delle regioni meridionali, tra l'altro esistono ben poche strade e gran parte dei trasporti avvengono sull'acqua. Per secoli Black Marsh è stata considerata dal resto di Tamriel come una prigione a cielo aperto in cui era impossibile sopravvivere, e per questo motivo, la feccia della società veniva spedita a morire in questa provincia. L'Impero Septim rivalutò Argonia sfruttandola per coltivare prodotti esotici da importare a Cyrodiil. I Dunmer di Morrowind invece hanno razziato per centinaia di anni la regione per procurarsi nuovi schiavi. L'impero ha reso il traffico di schiavi illegale e da allora i rapporti tra i Dunmer e gli Argoniani sono nettamente migliorati, sebbene persistano le diffidenze reciproche. Gli insediamenti più grandi sono: Gideon, Soulrest, Blackrose, Archon, Helstrom e Thorn.
- Morrowind: Le terre del popolo Dunmer si trovano nella regione nord-orientale dell'Impero, dal clima caldo e secco nonostante il suo territorio sia abbastanza montuoso. Gran parte della popolazione vive sugli altopiani e lungo le fertili vallate dei fiumi nel cuore della provincia, in particolar modo attorno al Mare Interno. Proprio l'isola di Vvardenfell è bagnata dalle sue acque e il suo entroterra è dominato dal titanico vulcano Montagna Rossa e dalle vaste distese di cenere da esso generate. La popolazione dell'isola si concentra lungo le ospitali coste occidentali e meridionali. La vita politica della provincia è stata sempre influenzata dalle decisioni del Tribunale anche se dopo l'intervento della reincarnazione di Nerevar, l'autorità imperiale si è fortemente rafforzata. La capitale provinciale è Mournhold e le città più grandi sono Narsis, Jear, Necrom, Blacklight, Ald'ruhn, Balmora, Vivec e Sadrith Mora.

## Religioni e culti
A Tamriel esistono molte divinità e spiriti a cui sono legate altrettante religioni e riti di ogni tipo; Gli imperatori Septim non hanno mai limitato ai loro sudditi la libertà di culto, semmai, hanno largamente sostenuto e finanziato la diffusione del Pantheon Cyrodillico in tutte le provincie del continente. In ogni caso esistono gruppi di persone che non credono nell'esistenza degli Dei e piuttosto tendono ad adorare e venerare i Principi Daedra, le cui interferenze nella vita dei popoli di Tamriel si è fatta sentire parecchie volte. In seguito al Concordato Oro Bianco del 4E 176, il culto di Talos è vietato in tutte le province facenti parte dell'Impero Cyrodilico, anche se alcune popolazioni continuano ad adorarlo.

### I Nove Divini
I Nove Divini sono il più importante credo religioso di Cyrodiil e di Tamriel. La religione unisce gli otto Aedra con il fondatore del Terzo Impero, Tiber Septim (Talos). Ci sono 6 dei e 3 dee. A Cyrodiil vi è una grande cappella in ognuna delle principali città. 
Di seguito sono elencati gli Dei che costituiscono il Pantheon di questa religione:
- Akatosh- Il Dio del tempo, simbolo di immortalità ed invincibilità, raffigurato come un drago.
- Arkay-  Dio di tutto il ciclo di nascita e di morte, i cui sacerdoti osteggiano ogni forma di negromanzia.
- Dibella- La Dea dell'ordine e della bellezza.
- Julianos-  Dio della saggezza e della logica.
- Kynareth- La Dea della natura e dell'aria, protettrice dei marinai.
- Mara- La Dea dell'amore, della pace e della quiete.
- Stendarr-  Dio della Misericordia, che protegge i soldati delle Legioni Imperiali.
- Talos- Dio della guerra e della società civile che veglia su tutti gli eroi.
- Zenithar- Dio del lavoro e del commercio, protettore dei mercanti.

### Il Tribunale
I Dunmer di Morrowind adorano tre divinità note insieme come “Tribunale”, che vivono su Nirn e influenzano profondamente le sorti dell'intera regione. Gli Dei sono conosciuti come Almalexia, Sotha Sil e Vivec e ciascuna di esse hanno un'omonima città, in cui c'è il tempio dedicato al suo culto. In principio le tre entità erano generali Chimer che combatterono nella Prima Era contro i Nani (ovvero i Dwemer); quando Nerevar Indoril riuscì ad ottenere il potente cuore di Lorkhan, i tre orchestrarono una congiura per ucciderlo e per prendere possesso dell'oggetto che gli donò la vita eterna. Tutto ciò causò le ire di Azura che maledisse il popolo Chimer che acquisì la pelle nera e gli occhi rossi diventando gli attuali Dunmer.
Gli Elfi di Morrowind adorano anche, per volere dei loro Dei, gli antichi Re di Resdayn opportunamente trasformati in Santi. Essi sono: Roris, Olms, Delyn e Nerevar (per ironia della sorte). Quando il Cuore di Lorkhan fu distrutto, il nerevarine si adoperò per smantellare la triade degli ormai mortali dei: nonostante la loro fine, moltissimi Dunmer hanno ancora fede nel Tribunale.

### Il Grande Creatore
La tribù Nord degli Skaal, residente in un villaggio nella zona Nord di Solstheim, crede nel Grande Creatore, una divinità immaginata dalla tribù  come "La sorgente da cui fuoriesce e scorre tutto ciò che esiste". Secondo gli Skaal, l'acerrimo nemico del grande creatore è un demone, di nome Hema-Mora (chiara abbreviazione del nome del principe daedrico Hermaeus Mora).

## Il Calendario

### Giorni e Mesi
Il Calendario Tamrielico prevede che ogni anno sia costituito da dodici mesi distinti, di circa trenta giorni ciascuno. Ogni mese è formato da quattro settimane, a loro volta composte da sette giorni. Esiste una corrispondenza tra i mesi e i giorni del calendario di Tamriel con i loro omologhi del calendario Gregoriano.
Di seguito sono elencati i giorni e i mesi con i loro equivalenti reali:
| Giorni Tamrielici | Giorni Gregoriani |
| ----------------- | ----------------- |
| Morndas           | Lunedì            |
| Tirdas            | Martedì           |
| Middas            | Mercoledì         |
| Turdas            | Giovedì           |
| Fredas            | Venerdi           |
| Loredas           | Sabato            |
| Sundas            | Domenica          |

| Nome del Mese       | Equivalente Gregoriano | Numero Giorni |
| ------------------- | ---------------------- | ------------- |
| Stella del Mattino  | Gennaio                | 31            |
| Alba                | Febbraio               | 28            |
| Primo seme          | Marzo                  | 31            |
| Mano Della Pioggia  | Aprile                 | 30            |
| Secondo Seme        | Maggio                 | 31            |
| Metà Annata         | Giugno                 | 30            |
| Luce del Cielo      | Luglio                 | 31            |
| Ultimo Seme         | Agosto                 | 31            |
| Focolare            | Settembre              | 30            |
| Gelata              | Ottobre                | 31            |
| Luce del Crepuscolo | Novembre               | 30            |
| Stella Della Sera   | Dicembre               | 31            |

### Festività
I cittadini dell'Impero hanno l'occasione, nell'arco dell'intero anno, di festeggiare ricorrenze ed avvenimenti che testimoniano la forza e l'unione della cultura imperiale diffusa nel continente, sotto il governo degli imperatori Septim. Le popolazioni delle province hanno anche l'opportunità di festeggiare eventi cari alle culture di origine e approvate (ovviamente) dall'impero.
| Data                 | Nome della Festa            | Descrizione |
| -------------------- | --------------------------- | --- |
| 1 Stella Mattutina   | Festival della Nuova Vita   | I popoli dell'Impero festeggiano l'arrivo del nuovo anno, nella speranza di poter realizzare i loro sogni e i loro desideri |
| 15 Stella Mattutina  | Preghiera dei Venti del Sud | Questa ricorrenza è molto sentita dagli agricoltori dell'Impero, che si recano nei centri urbani per pregare gli Dei affinché i loro raccolti durante l'anno siano abbondanti. Molti sacerdoti in questa giornata effettuano gratuitamente le guarigioni. |
| 2 Alba               | Pelagius il Folle           | Questa festa bislacca è molto sentita nella provincia di High Rock, e si svolge in onore dell'imperatore Pelagius Septim III, famoso per la sua pazzia. In questa giornata, qualsiasi follia viene incoraggiata e tollerata. |
| 16 Alba              | Il Giorno del Cuore         | È la festa degli innamorati celebrata in tutto l'Impero, in onore degli amanti Polydor ed Eloisa. |
| 7 Primo Seme         | Prima Piantagione           | La popolazione rurale dell'Impero, prima della semina per il raccolto autunnale, si reca nei santuari più vicini per ottenere una benedizione dagli Dei. I Guaritori in questa giornata offrono i loro servizi gratuitamente. |
| 26 Primo Seme        | Festival delle Spade        | Durante questa ricorrenza, la popolazione del Deserto dell'Alik'r celebra l'antica vittoria dei Redguard su una razza di Goblin giganti; tale battaglia per gli studiosi si tratta solo di un mito. |
| 28 Pioggia           | Il Giorno di Jester         | Durante questa giornata, in molte città dell'impero è usanza fare qualsiasi tipo di scherzo ai propri conoscenti, amici e parenti. |
| 7 Secondo Seme       | Seconda Piantagione         | Secondo antiche tradizioni, con la crescita del raccolto, migliora anche l'anima dell'agricoltore. Per la seconda e ultima volta, i guaritori aiutano la gente gratuitamente. |
| 30 Secondo Seme      | La giornata della pesca     | È una grande festa per i Bretoni della Baia di Iliac, che vede tutte le famiglie radunate sulle coste di fiumi, laghi e mari, per trascorrere una giornata all'insegna del divertimento. |
| 16 Metà anno         | Festa di Metà anno          | Tutti i cittadini dell'impero festeggiano questa giornata, e si recano nei templi alla ricerca di una benedizione. Spesso l'euforia della gente ha trasformato questa ricorrenza in un giorno di lutto. |
| 20 Sole Alto         | Il Riposo del Sole          | In questa giornata tutti i negozi e le attività commerciali dell'Impero sono chiuse e i cittadini dedicano il proprio tempo a rilassarsi e a trascorrere il proprio tempo in tranquillità. |
| 27 Ultimo Seme       | Fine del Raccolto           | Il lavoro di un anno giunge al compimento e gli agricoltori ringraziano gli Dei per i frutti dei loro sforzi. Le taverne offrono bevande gratuitamente e nelle piazze di molti villaggi dell'impero si svolgono sagre e feste. |
| 13 Gelata            | Festival delle Streghe      | Una ricorrenza che ormai si svolge nella maggior parte delle città di Tamriel. In questa giornata, molto attesa dai membri della Gilda dei Maghi, gli oggetti mistici vengono venduti con forti sconti e molti incantesimi possono essere acquistati a metà prezzo. Durante la notte vengono effettuati molti riti arcani e per i comuni cittadini è meglio non uscire dalla tranquillità assicurata dalle mure cittadine… |
| 30 Gelata            | Il Giorno dell'Imperatore   | Una festa che nel corso dei secoli ha avuto diverse date in quanto questa ricorrenza si basa sul giorno di nascita dell'attuale imperatore. In tutta Tamriel si svolgono carnevali e banchetti che sono un'occasione per gli aristocratici per mettersi in mostra. Imponenti sono i festeggiamenti a Imperial City. |
| 31 Stella della Sera | Festival della Vita Vecchia | L'ultimo giorno dell'anno è celebrato dai cittadini dell'Impero andando a meditare sul proprio passato nei templi di Tamriel e a chiedere una benedizione per i membri della famiglia morti durante l'anno. La sera è dedicata in ogni caso a sfrenati festeggiamenti. |

Giorni in cui non si va a scuola/lavoro (anni 4E 202–4E 203)(2017-2018). I giorni indicati sono il primo e l'ultimo giorno di vacanza, ad esempio 13-15 non si va a scuola 13,14,15
I giorni indicati sono quelli dove si sta a casa. Non sono indicati i Sundas.
- Ogni Sundas
  - 13-14 Gelata (Festival delle Streghe)
  - 30-30 Gelata (Il Giorno dell'Imperatore)
  - 30 Stella della Sera - 2 Stella del Mattutina (Anno Nuovo)
  - 15-15 Stella Mattutina (Preghiera dei Venti del Sud)
  - 2-3 Alba (Pelagius il Folle)
  - 16-17 Alba (Il Giorno del Cuore)
  - 7-7 Primo Seme (Prima Piantagione)
  - 26 Primo Seme (Festival delle Spade)
  - 27 Pioggia - 28 Pioggia (Il Giorno di Jester)
  - 7 Secondo Seme (Seconda piantagione)
  - 30 Secondo Seme (Giornata della pesca)
  - 16 Metà Anno - 29 Ultimo Seme (Riposo Estivo - Ultima Piantagione)